# 戈沃内
戈沃内（義大利語：Govone），是意大利库内奥省的一个市镇。总面积18.8平方公里，人口2110人，人口密度112.2人/平方公里（2009年）。ISTAT代码为004099。